# Episodi di Maude (quarta stagione)
La quarta stagione della serie televisiva Maude è stata trasmessa negli Stati Uniti dall'8 settembre 1975 al 15 marzo 1976, posizionandosi al 4º posto nei rating Nielsen di fine anno con il 25,0% di penetrazione e con una media superiore ai 17 milioni di spettatori.
| nº | Titolo originale                   | Titolo italiano | Prima TV USA      | Prima TV Italia |
| -- | ---------------------------------- | --------------- | ----------------- | --------------- |
| 1  | The Split                          |                 | 8 settembre 1975  |                 |
| 2  | Consenting Adults                  |                 | 15 settembre 1975 |                 |
| 3  | Rumpus in the Rumpus Room          |                 | 22 settembre 1975 |                 |
| 4  | Maude's Big Decision               |                 | 29 settembre 1975 |                 |
| 5  | The Election                       |                 | 6 ottobre 1975    |                 |
| 6  | Viv's Dog                          |                 | 20 ottobre 1975   |                 |
| 7  | For the Love of Bert               |                 | 27 ottobre 1975   |                 |
| 8  | The Fling                          |                 | 3 novembre 1975   |                 |
| 9  | The Analyst o Maude Bares Her Soul |                 | 10 novembre 1975  |                 |
| 10 | Arthur's Medical Convention        |                 | 17 novembre 1975  |                 |
| 11 | Arthur Gets a Partner              |                 | 24 novembre 1975  |                 |
| 12 | Walter's Ethics                    |                 | 1 dicembre 1975   |                 |
| 13 | Poor Albert                        |                 | 8 dicembre 1975   |                 |
| 14 | The Christmas Party                |                 | 22 dicembre 1975  |                 |
| 15 | The Case of the Broken Punch Bowl  |                 | 5 gennaio 1976    |                 |
| 16 | Walter's Stigma                    |                 | 12 gennaio 1976   |                 |
| 17 | Maude's Mood: Part 1               |                 | 26 gennaio 1976   |                 |
| 18 | Maude's Mood: Part 2               |                 | 2 febbraio 1976   |                 |
| 19 | Tuckahoe Bicentennial              |                 | 9 febbraio 1976   |                 |
| 20 | Mrs. Naugatuck's Citizenship       |                 | 16 febbraio 1976  |                 |
| 21 | Maude's Nephew                     |                 | 23 febbraio 1976  |                 |
| 22 | Maude's Rejection                  |                 | 1 marzo 1976      |                 |
| 23 | Carol's Promotion                  |                 | 8 marzo 1976      |                 |
| 24 | Maude's Ex-Convict                 |                 | 15 marzo 1976     |                 |